# Gyulafehérvári pénzverde
A gyulafehérvári pénzverde egyike volt a történelmi Magyarország jelentősebb pénzverdéinek. Az első veretek a XIV. századból származnak, a folyamatos pénzverés 1712-ben indult meg és 1871-ig, a verde felszámolásáig tartott.

## Története
A pénzverde sokáig csak időszakosan üzemelt. Az első gyulafehérvári veretek feltehetően a Károly Róbert és I. Lajos uralkodása idején készült garasok voltak. Hosszú szünet után csak I. Ulászló idején folyt ismét pénzverés. Ismét nagy kihagyás következett, csak az erdélyi fejedelmek alatt kezdtek időnként pénzt verni. Apafi Mihály alatt már szinte folyamatosan működött a pénzverde. Később egy időre Nagyszebenbe tevődött át a pénzverés súlypontja, mígnem 1712-ben III. Károly bezáratta a nagyszebeni pénzverdét és egy darabig a gyulafehérvári lett Erdély egyetlen pénzverdéje, mely innentől fogva folyamatosan üzemelt. 1766-tól, az egységes birodalmi verdejelölés bevezetésétől E lett az itt vert érmék verdejegye. 1868-ban - a kiegyezés eredményeképpen - magyar verdejelölést vezettek be, az érmékre a GyF veredejegy kerül. Azonban már nem sokáig: 1871-ben bezárták a verdét, gépeit a körmöci pénzverdébe szállították.